# Alysidium resinae
Alysidium resinae är en svampart. Alysidium resinae ingår i släktet Alysidium och familjen Botryobasidiaceae.

## Underarter
Arten delas in i följande underarter:
- microsporum
- resinae